# Herkules und die Königin der Amazonen
Herkules und die Königin der Amazonen (Originaltitel: Ercole e la regina di Lidia) war ein mythologischer Abenteuerfilm, der 1958 in Italien als Fortsetzung des erfolgreichen Films Die unglaublichen Abenteuer des Herkules gedreht wurde. Der Film hatte am 14. Februar 1959 seine italienische Premiere und wurde am 29. März 1960 in der Bundesrepublik Deutschland uraufgeführt. Im Juni 2014 erfolgte eine Veröffentlichung des Films auf DVD unter dem Titel Hercules Unchained.

## Inhalt
Herkules hat einen jungen Mann, Odysseus, bei sich, mit dem zusammen er versucht, die Nachfolge des Ödipus unter seinen zerstrittenen Söhnen zu regeln. Nachdem er den Trank des Vergessens gekostet hat, verfällt Herkules der Amazonenkönigin Omphale. Diese lässt ihre Männer nach der Liebesnacht einbalsamieren, wovor ihn die Argonauten unter Führung von Odysseus gerade noch bewahren können. Mittlerweile hat jedoch Eteokles, einer der Ödipus-Söhne, den Streit mit seinem Bruder Polyneikes zum Krieg erweitert und Herkules' Frau Jole als Geisel genommen. Herkules gelingt es, durch einen unterirdischen Fluss in die Stadt zu gelangen, wo die Brüder sich zum Duell eingefunden haben. Er kann auch die Truppen von General Amphiraos besiegen, die von Polyneikos auf die Stadt angesetzt wurden, und verhilft so wieder zur Herstellung der Ordnung.

## Kritik
„(Der Film) entrinnt (…) der Langeweile, harrt man doch mit offenem Mund, ob der bis dato miterlebte Schwachsinn überhaupt noch übertroffen werden kann.“

„Als großes Spektakel inszeniert, das etwas zum naiven Staunen und viel zum ungewollten Lachen bietet.“

## Bemerkungen
In den USA wurde der Film durch Joseph E. Levine vermarktet, der den Vorgängerfilm zu einem unerhörten Erfolg gepusht hatte.